# Salles-Curan
Salles-Curan è un comune francese di 1 099 abitanti situato nel dipartimento dell'Aveyron nella regione dell'Occitania.

## Società

### Evoluzione demografica
Abitanti censiti